# Eurito (figlio di Attore)
Nella mitologia greca,  Eurito   era il nome di uno dei figli di Attore, re di Elide, e di Molione.

## Mitologia
Figli di Attore o di Poseidone, secondo il mito, Eurito e suo fratello Cteato erano nati da un uovo d'argento, una leggenda simile a quella riguardante Castore e Polluce. Secondo una versione erano gemelli siamesi, uniti per una parte del corpo, e furono in seguito separati. I due fratelli erano collettivamente chiamati con il matrionimico "Molionidi" (Molionidai).
Insieme parteciparono alla caccia al cinghiale calidonio, e a una spedizione di guerra contro Neleo, re di Pilo. In seguito guidarono un esercito in marcia contro lo zio Augia per volere di Eracle. Tuttavia, dopo che quest'ultimo fece pace, i fratelli attaccarono Eracle e furono successivamente uccisi dal semidio.
Eurito sposò Terefone, figlia di Dessameno, ed ebbe per figlio Talpio, che, insieme al cugino Anfimaco guidò il contingente eleo alla guerra di Troia.